# Arnold Krøjgaard
Arnold Krøjgaard is een Deens filmregisseur, cameraman, scenarioschrijver.

## Filmografie
In 2003 regisseerde hij samen met Rasmus Dinesen de film Het verboden elftal (Det Forbudte landshold), een weergave het Tibetaans voetbalelftal dat toewerkt naar een voetbalwedstrijd tegen het Groenlands voetbalelftal. De film ontving de prijzen: Beste Speelfilm op het Krasnogorski International Filmfestival in Moskou, Special Mention op de FID in Marseille en de Publieksprijs op het International Sport Movies & TV Festival in Milaan.
Andere documentaires van zijn hand zijn:
| Jaar | Film                    | Type         | Rol                    | Lengte    |
| ---- | ----------------------- | ------------ | ---------------------- | --------- |
| 1997 | Aids is easy to cure    | documentaire | regisseur en scenarist | 52 min.   |
| 1998 | Frederik til alle tider | documentaire | regisseur              | 6x30 min. |